# دریابک
دریابک، روستایی از توابع بخش ارجمند شهرستان فیروزکوه در استان تهران ایران است. مردم این روستا به زبان مازندرانی صحبت می کنند.

## جمعیت
این روستا در دهستان دوبلوک قرار دارد و براساس سرشماری مرکز آمار ایران در سال ۱۳۸۵، جمعیت آن ۲۷ نفر (۹خانوار) بوده‌است.